# Do They Know It's Christmas? (Band Aid 20)
Do They Know It's Christmas? è un singolo dei Band Aid 20 del 2004, cover dell'omonimo brano dei Band Aid.

## Registrazione e pubblicazione
Nel novembre 2004, a vent’anni dall’uscita dell’originale, venne pubblicata una nuova versione del brano, stavolta eseguito da un gruppo denominato Band Aid 20, ed ancora una volta il disco balzò ai primi posti delle classifiche di tutta Europa. Stavolta l'idea fu promossa dal cantante dei Coldplay Chris Martin, che coinvolse nuovamente Geldof e Ure. Midge Ure assistette il produttore Nigel Godrich e diresse il documentario sull'evento. Nella nuova versione del brano figurò un segmento inedito, un rap di Dizzee Rascal, a metà della sezione "here's to you". Bono invece ricantò esattamente gli stessi versi che aveva eseguito nella prima versione.
Benché la versione del 1989 e quella del 2004 di Do They Know It's Christmas abbiano avuto un notevole successo commerciale, la popolarità del brano del 1984 è rimasta intatta, continuando a vendere diverse copie nel corso degli anni.

### Tracce
CD-Maxi
1. Do They Know It's Christmas?	5:07
2. Band Aid - Do They Know It's Christmas? 3:47
3. Band Aid - Do They Know It's Christmas? (Live at Wembley) 4:27

CD-Single
1. Do They Know It's Christmas?	5:07
2. Band Aid - Do They Know It's Christmas? 3:47

### Classifiche

#### Classifiche settimanali
| Classifica (2004/05) | Posizione massima |
| -------------------- | ----------------- |
| Australia            | 9                 |
| Austria              | 15                |
| Belgio (Fiandre)     | 3                 |
| Belgio (Vallonia)    | 28                |
| Canada               | 1                 |
| Danimarca            | 1                 |
| Finlandia            | 6                 |
| Francia              | 72                |
| Germania             | 7                 |
| Irlanda              | 1                 |
| Italia               | 1                 |
| Norvegia             | 1                 |
| Nuova Zelanda        | 1                 |
| Paesi Bassi          | 3                 |
| Regno Unito          | 1                 |
| Spagna               | 1                 |
| Svezia               | 2                 |
| Svizzera             | 7                 |

#### Classifiche di fine anno
| Classifica (2004) | Posizione |
| ----------------- | --------- |
| Regno Unito       | 1         |

#### Classifiche di fine decennio
| Classifica (2000–2009) | Posizione |
| ---------------------- | --------- |
| Regno Unito            | 6         |